# Hart Open 2013
L'Hart Open 2013 è stato un torneo di tennis facente parte della categoria ITF Women's Circuit nell'ambito dell'ITF Women's Circuit 2013. Il torneo si è giocato a Zawada in Polonia dall'11 al 17 novembre 2013 su campi in sintetico indoor e aveva un montepremi di $25,000.

## Vincitrici

### Singolare
Kateřina Siniaková ha battuto in finale  Nina Zander 6–1, 6–3

### Doppio
Nikola Fraňková /  Tereza Smitková hanno battuto in finale  Justyna Jegiołka /  Diāna Marcinkēviča con il punteggio di 6–1, 2–6, [10–8]